# Claudio Labeone
Claudio Labeone (in latino Claudius Labeo; fl. 69-70) è stato un mercenario germanico membro della tribù dei Batavi, comandante di una unità ausiliaria dell'esercito romano, coinvolto nella rivolta batava.
Labeone era batavo, e comandava, col rango di prefetto, un'"ala" di Batavi dell'esercito romano stanziato in Germania. Durante la rivolta batava organizzata dal conterraneo e nemico di Labeone, Giulio Civile, Labeone e la sua ala parteciparono alla battaglia che vide fronteggiarsi l'esercito di Mummio Luperco e quello di Civile: i Batavi di Labeone, che combattevano nell'esercito romano, tradirono passando ai rivoltosi e decidendo l'esito della battaglia.
Civile decise di non mettere a morte Labeone, per non causare contrasti con i suoi sostenitori, e di non permettegli di rimanere nell'esercito, per evitare insurrezioni: lo mandò quindi come prigioniero presso i Frisi. Labeone fuggì, raggiungendo il comandante romano Dillio Vocula, che gli fornì una piccola forza di irregolari, composta da Betasii, Tungri e Nervii leali ai Romani, che compì operazioni di guerriglia contro le forze dei rivoltosi.
Labeone venne sconfitto da Civile, ma riuscì a non farsi catturare e proseguì la propria azione fino alla vittoria romana sui rivoltosi

### Fonti primarie
- Tacito, Historiae, iv.18, 56, 66, 70.

### Fonti secondarie
- Smith, William, "Labeo", Dictionary of Greek and Roman Biography and Mythology, vol. 2, p. 694